# Samuel Rodigast
 (juillet 2014).
Samuel Rodigast est un poète allemand et auteur d'hymnes religieux né en Thuringe, à Gröben, un quartier de Schlöben le 19 octobre 1649 et décédé le 19 mars 1708 à Berlin.

## Biographie
Fils d'un pasteur luthérien, il commence ses études à Weimar puis entre à l'université d'Iéna ou il obtient une maîtrise en 1671 qui lui permet de donner des cours de philosophie dans cette même faculté. Bien établi, Rodigast est membre du comité de promotion et son érudition est attestée par une bibliothèque de 180 ouvrages. En 1680, il arrive à Berlin et devient directeur adjoint au Collège Greyfriars puis en prend la totale direction à partir de 1698. Bien qu'on lui ait proposé plusieurs postes, notamment à l'université d'Iéna, il reste à Berlin et y mourra.

## Œuvres
Parmi beaucoup d'autres, Rodigast est l'auteur, en 1675, du cantique Was Gott tut, das ist wohlgetan (« Ce que Dieu fait est bien fait ») qui a donné son titre à trois cantates de Johann Sebastian Bach : les BWV 98, 99 et 100. Le cantor de Leipzig l'a par ailleurs utilisé dans quatre autres cantates (BWV 12, 69a, 75 et 144) et un choral : le BWV 250. Son prédécesseur à Leipzig, Johann Kuhnau, écrit également une cantate per omnes versus sur le choral de Rodigast.